# Джексон, Кристофер (актёр)
Нил Джексон (англ. Christopher Neal Jackson; род. 30 сентября 1975, Кейро, Иллинойс) — американский актер, певец, музыкант и композитор.

## Биография
С юности интересовался музыкой: сочинял и пел песни, выступал на школьной сцене. После школы учился в Американской музыкально-драматической академии.
В качестве музыканта выпустил несколько альбомов и выиграл премию «Эмми» в 2011 году за саундтрек к знаменитому детскому сериалу Улица Сезам.

## Кристофер Джексон Карьера в кино и на ТВ
Он начал свою карьеру в 1995 году, сыграв главную роль в бродвейском мюзикле «Время и ветер» композитора Галта МакДермота в возрасте 20 лет. В 2015 году был актер был номинирован на премию «Тони» за роль Джорджа Вашингтона в спектакле «Гамильтон».
Дебют Кристофера на телевидении состоялся в сериале «Тюрьма «ОZ». После этого актер снялся в нескольких популярных сериалах: Сестра Джеки, Хорошая жена, В поле зрения и Одаренный. В 2016 году вышел на экраны первый сезон биографического драматического сериала «Булл», в котором Джексон играет вместе с такими звездами как Майкл Уэтерли, Фредди Родригес, Женева Карр.
Кристофер женат на актрисе Веронике Васкес-Джексон. Пара воспитывает 2 детей. Старший сын Джексона болен аутизмом и пара поддерживает несколько фондов, занимающихся проблемами детей аутичного спектра.